# Primus 860-serien

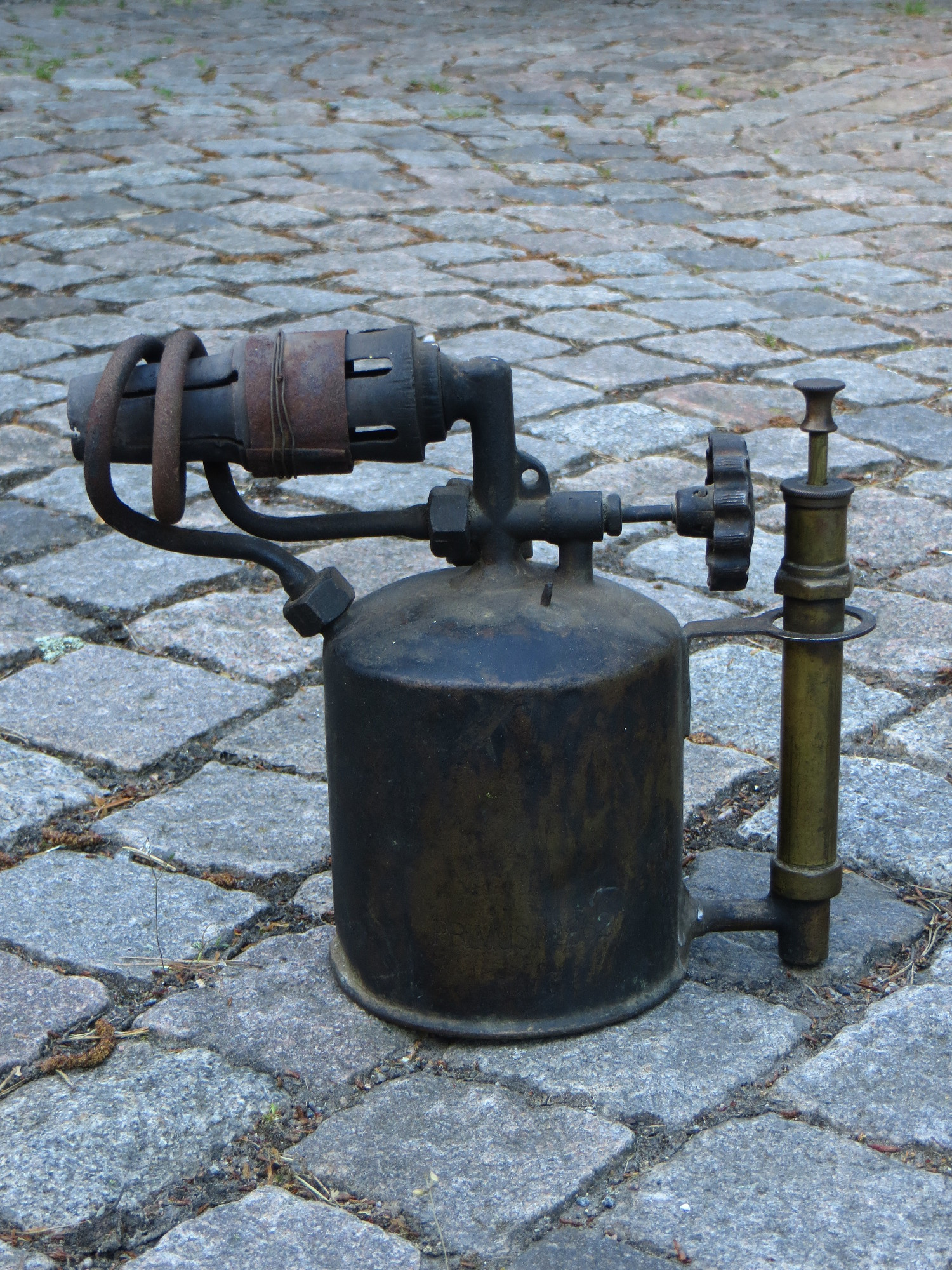
Primus 862
Blåslampa för bensin, tillverkad 1923.

Primus 860-serie är en typ av större blåslampor för bensin. Serien var i produktion från 1920-talet fram till åtminstone sent 1940-tal. Bensin är mer lättflyktigt än fotogen och därför har bensinlampor av den här sorten en förgasarspiral som ligger utanpå brännaren istället för i själva lågan som för fotogenlampor. Pumpen är integrerad i handtaget och blåslampan har säkerhetsstift i tanken istället för säkerhetsventil i påfyllningslocket som andra (mindre) bensinlampor ibland ha. Effekten på de olika modellerna är, baserat på bränsleförbrukning och bränslets energiinnehåll, mellan 9 och 55 kW.
Beskrivningen ur produktkatalogen från 1937 lyder:
| ” | Kraftiga blåslampor för större uppvärmnings- och lödningsarbeten. Brännarna ha förgasarspiral av stålrör. Lågformsrörsmynningen på N:r 865 och 866 av eldhärdig specialmetall. | „ |

## Data för de olika modellerna
| Modellnummer                            | 861                 | 862                 | 863                 | 865                 | 866                 |
| Brännarens ställning                    | H o r i s o n t a l | H o r i s o n t a l | H o r i s o n t a l | H o r i s o n t a l | H o r i s o n t a l |
| Munstycke (art.nr)                      | 5472                | 5472                | 5472                | 5473                | 5481                |
| Oljebehållarens rymd, c:a (liter)       | 0.75                | 1                   | 1.50                | 2.25                | 3.25                |
| Oljebehållarens diameter (mm)           | 90                  | 114                 | 114                 | 125                 | 125                 |
| Totalhöjd (mm)                          | 215                 | 220                 | 230                 | 320                 | 500                 |
| Diameter på lågformsrörets mynning (mm) | 23                  | 23                  | 23                  | 38                  | 53                  |
| Lågans längd vid normalt tryck (mm)     | 225                 | 225                 | 225                 | 300                 | 500                 |
| Bensinförbrukning pr timme (liter)      | 1                   | 1                   | 1                   | 2.28                | 6.35                |
| Vikt, c:a (kg)                          | 1.40                | 1.70                | 1.80                | 3.15                | 4.85                |